# Liste der Hamburger Hauptpastoren
In Hamburg gibt es fünf Hauptkirchen mit Hauptpastoren: St. Petri, St. Nikolai, St. Katharinen, St. Jacobi, St. Michaelis. Neben den Hauptpastoren gab und gibt es an jeder der Kirchen mehrere andere Geistliche. Sie hießen früher Diakone, nur der Erste Geistliche führte den Titel Pastor.
Die Jahreszahlen beziehen sich auf die Amtszeit als Hauptpastor.

## Hauptpastoren anSt. Petri
1. Johann Boldewan 1528–1529

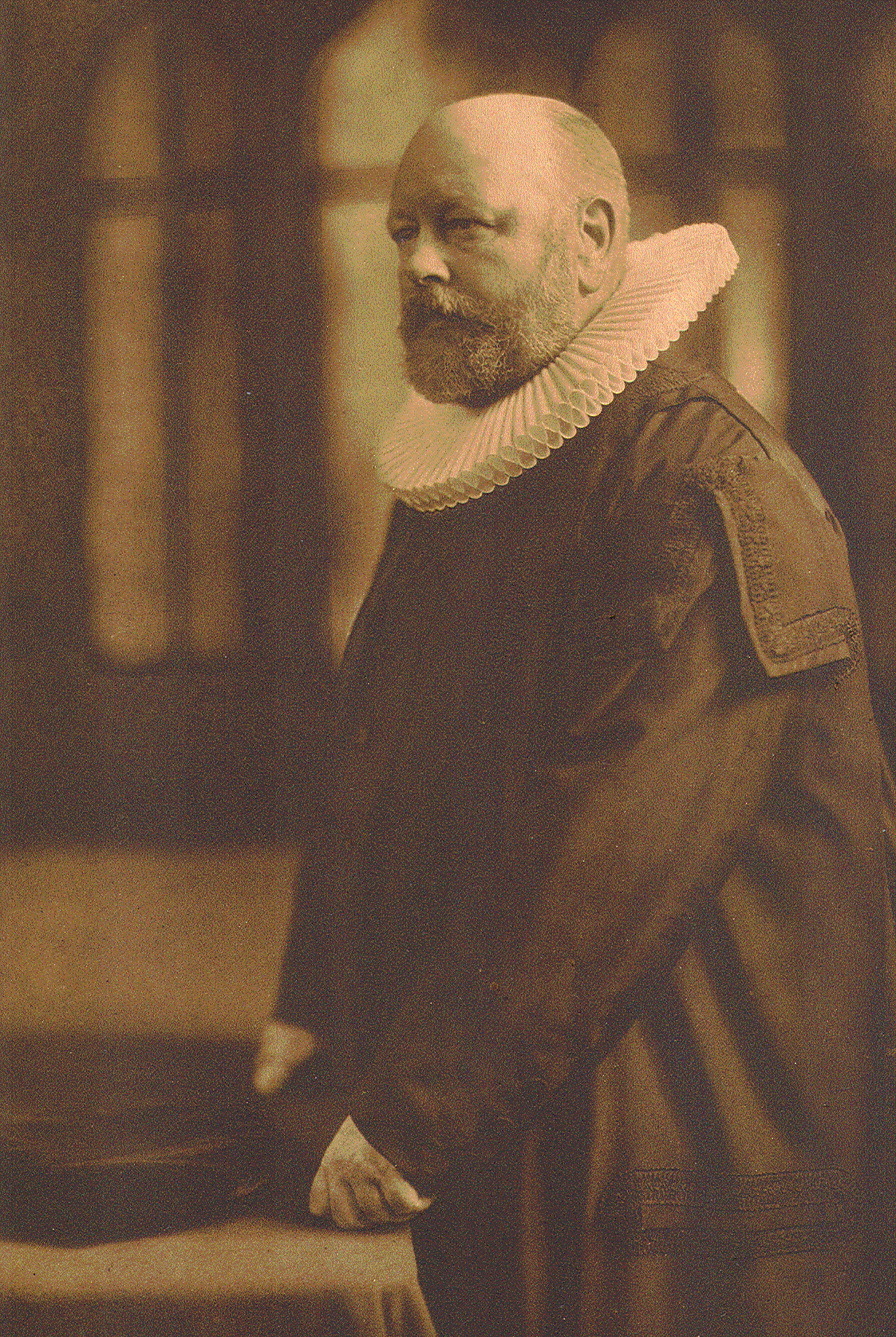
Friedrich Gottlieb Theodor Rode 1905

2. Johannes Aepinus 1529–1532, Superintendent 1532–1553
3. Johannes Garcaeus der Ältere 1534–1543
4. Johann Hoegelcke 1549–1558
5. Johann Kruse 1560–1566
6. Nicolaus Staphorst 1567–1579
7. Joachim Degener 1580–1585
8. Joachim Wermer 1586–1589
9. Johann Schellhammer 1590–1620, Senior der hamburgischen Kirche 1613–1620
10. Valentin Wudrian 1621–1626
11. Johannes Müller 1626–1672, Senior 1648–1672
12. Hermann von Petkum 1673–1682
13. Samuel Schultze 1683–1699, Senior 1688–1699
14. Christian Krumbholtz 1700–1708
15. Johann Theodor Heinson 1711–1726
16. Johann Georg Palm 1727–1743, Senior 1738–1743
17. Ernst Friedrich Mylius 1744–1774
18. Johann Christoph Friderici 1775–1777
19. Christoph Christian Sturm 1778–1786
20. Heinrich Julius Willerding 1787–1834, Senior 1818–1834
21. Johann Alt 1835–1869
22. Adolf Kreusler 1871–1894, Senior 1891–1894
23. Friedrich Gottlieb Theodor Rode 1894–1923, Senior 1920–1923
24. Theodor Knolle 1924–1955, Landesbischof 1954–1955
25. Karl Witte 1956–1964, Landesbischof 1959–1964
26. Carl Malsch 1965–1981, Senior 1969–1976
27. Werner Hoerschelmann 1982–1998, Propst 1990–1998
28. Wilfried Kruse 1998–2002
29. Christoph Störmer 2002–2015
30. Martina Severin-Kaiser 2015–2016
31. Jens-Martin Kruse seit 2017

## Hauptpastoren anSt. Nikolai
1. Johannes Zegenhagen 1526–1531
2. Joachim Franke 1531–1551
3. Dietrich Jürgens 1551–1561
4. Johann Heinrich Zarius 1561–1565

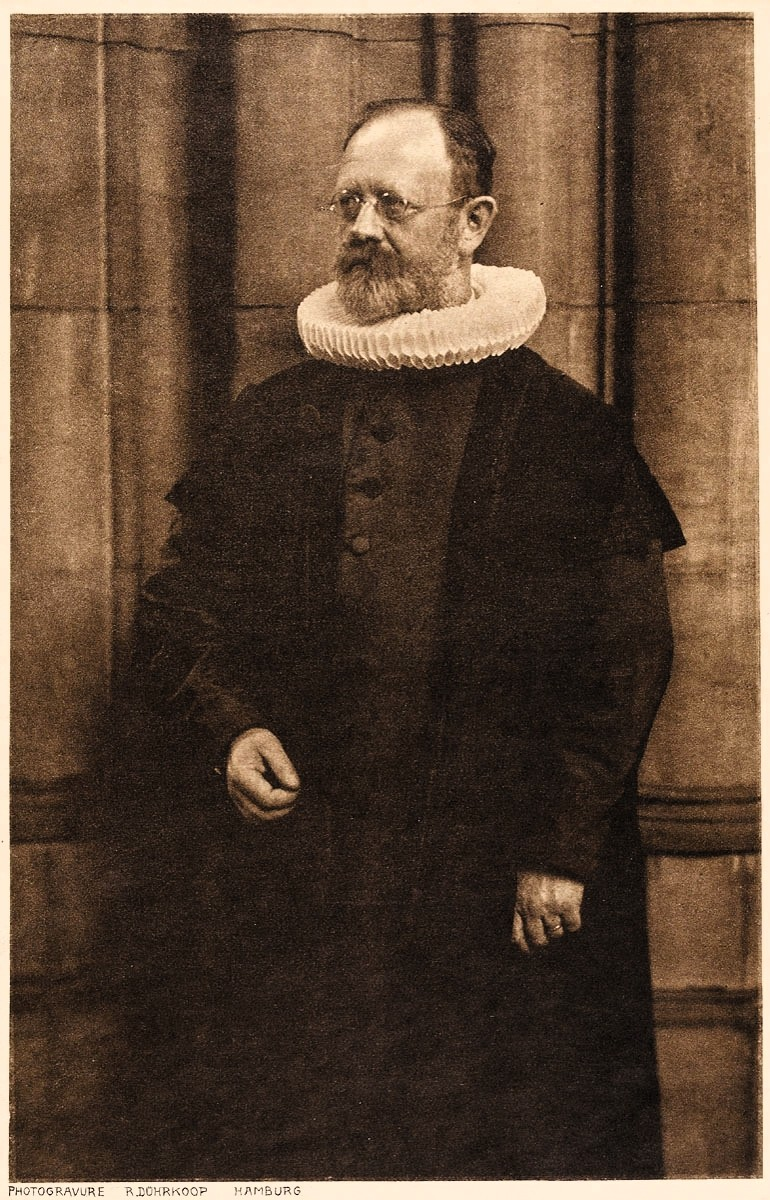
Eduard Grimm 1905

5. David Penshorn 1565–1580, Superintendent 1580–1593
6. Bernhard Vaget 1581–1613, Senior 1600–1613
7. Nicolaus Hardkopf 1615–1646, Senior 1633–1646
8. Gottfried Gese 1647–1679, Senior 1672–1676
9. Nicolaus Langerhans 1680–1684
10. Johann Heinrich Horb 1685–1693
11. Johannes Wolf August bis November 1695
12. Franz Wolff 1697–1710
13. Johann Friedrich Winckler 1712–1738
14. Hermann Christian Hornborstel 1740–1757
15. Johann Dietrich Winckler 1758–1784, Senior 1779–1784
16. Joachim Christoph Bracke 1785–1801
17. Johann Jakob Schäffer 1801–1818
18. Ludwig Christian Gottlieb Strauch 1819–1855, Senior 1851–1855
19. Cäsar Wilhelm Alexander Krause 1856–1862
20. Georg Karl Hirsche 1863–1891, Senior 1879–1891
21. Eduard Rudolf Grimm 1892–1920, Senior 1911–1920
22. Heinz Beckmann 1920–1939
23. Paul Schütz 1940–1952
24. Hans-Otto Wölber 1956–1983, Senior 1959–1964 und (Landes-)Bischof 1964–1983
25. Peter Krusche 1983–1987, Bischof 1983–1992
26. Klaus Reinhold Borck 1987–1992, Propst 1975–1990
27. Ferdinand Ahuis 1993–2007
28. Johann Hinrich Claussen 2007–2016, Propst 2004–2016
29. Martin Vetter seit 2016

## Hauptpastoren anSt. Katharinen

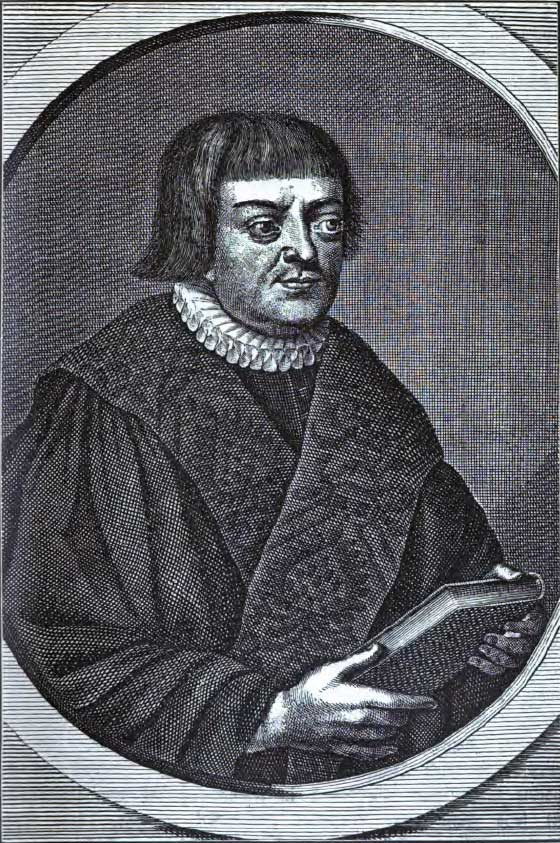
Stephan Kempe

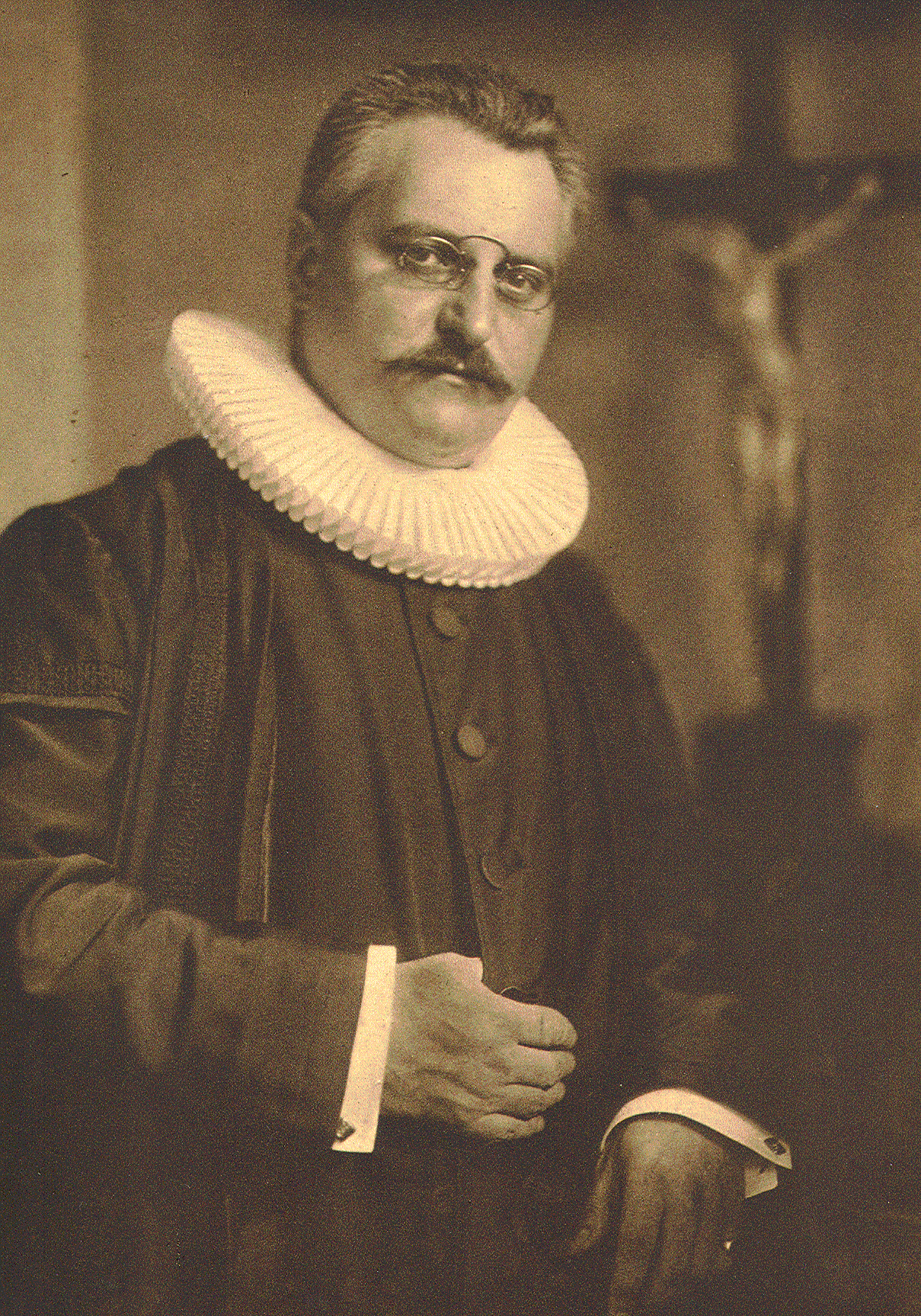
Curt Stage 1905

1. Ordo Steenmehl (Stemmel) 1521–1524
2. Joachim Fischbek 1525–1527
3. Stephan Kempe 1527–1540
4. Joachim Westphal 1541–1571, Superintendent 1571–1574
5. Georg Stamke (Stammichius) 1572–1600
6. Philipp Nicolai 1601–1608
7. Jacob Reineccius 1609–1613
8. Martin Willich (Willechius) 1614–1633, Senior 1621–1633
9. Jacob Grosse 1635–1652
10. Johannes Corfinius 1653–1664
11. David Klug 1665–1688, Senior 1679–1688
12. Abraham Hinckelmann 1688–1695
13. Johann Volckmar 1696–1715, Senior 1705–1715
14. Johann Christoph Wolf 1716–1739
15. Johann Ludwig Schlosser 1741–1754
16. Johann Melchior Goeze 1755–1786, Senior 1760–1770
17. Georg Heinrich Berkhan 1786–1795
18. Rudolph Jänisch 1796–1826
19. Heinrich Wilhelm Justus Wolff 1826–1844
20. Otto Wolters 1844–1873
21. Johann Friedrich Adolph Glitza 1875–1894
22. Caesar Ernst Albrecht Krause 1895–1902
23. Curt Stage 1903–1929, Senior 1923–1929
24. Karl Dubbels 1929–1942
25. Volkmar Herntrich 1942–1958, Landesbischof 1956–1958
26. Hartmut Sierig 1960–1968, Senior 1967–1968
27. Klaus Reblin 1970–1982
28. Peter Stolt 1982–1991
29. Axel Denecke 1992–2003
30. Ulrike Murmann seit 2004

## Hauptpastoren anSt. Jacobi
1. Johann Fritz 1526–1544

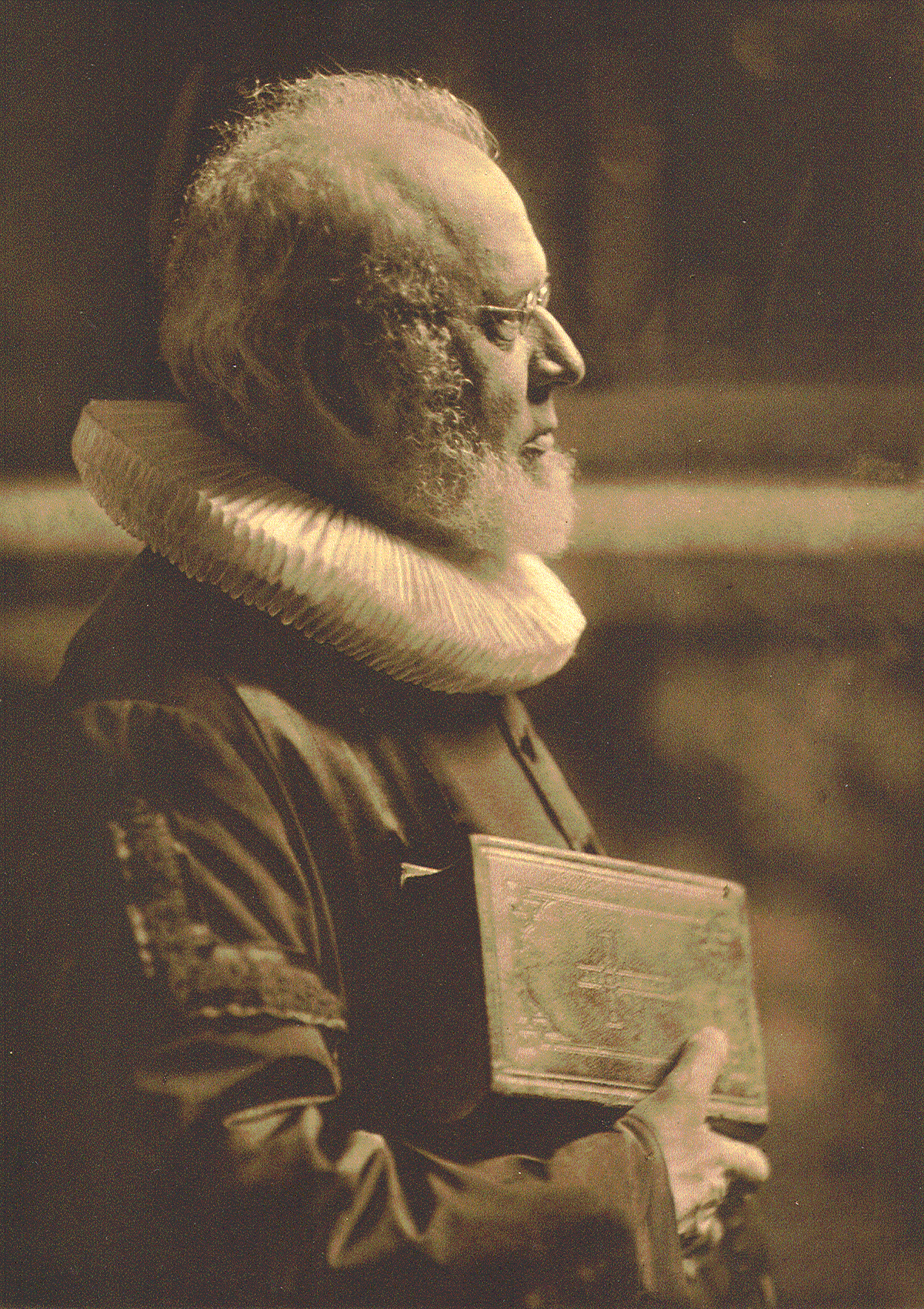
Hauptpastor Broecker 1905

2. Johannes Garcaeus der Ältere 1546–1551
3. Johann Bödeker 1552–1564
4. Cyriacus Simon 1565–1576, Superintendent 1574–1576
5. Johanne Hennecken 1576–1595
6. Lucas von Cölln 1595–1609
7. Jacob Fabricius 1610–1616
8. Severin Schlüter 1617–1648, Senior 1646–1648
9. Johann Balthasar Schupp 1649–1661
10. Caspar Mauritius 1662–1675
11. Anton Reiser 1678–1686
12. Johann Friedrich Mayer 1686–1701
13. Johannes Riemer 1704–1714
14. Erdmann Neumeister 1715–1756
15. Samuel Christian Ulber 1757–1776
16. Christian Ludwig Gerling 1777–1801, Senior 1784–1801
17. Bernhard Klefeker 1802–1825
18. Ernst Gottfried Adolf Böckel 1826–1833
19. Moritz Ferdinand Schmaltz 1833–1860, Senior 1855–1860
20. Gustav Adolph Ludwig Baur 1860–1870
21. Robert Calinich 1872–1883
22. Georg Heinrich Röpe 1883–1896
23. Arthur von Broecker 1897–1915
24. Karl Horn 1916–1934, Senior 1929–1933 (abgesetzt)
25. Franz Tügel 1934–1940, Landesbischof 1934–1945
26. Adolf Wilhelm Paul Drechsler 1940–1960
27. Hans Engelland 1962–1963
28. Paul Seifert 1964–1975, Senior
29. Wenzel Lohff 1976–1980
30. Lutz Mohaupt 1980–2005
31. Karl-Günther Petters 2005–2006
32. Kirsten Fehrs 2006–2011, Bischöfin für den Sprengel Hamburg und Lübeck seit 2011
33. Astrid Kleist 2013–2024
34. Stefan Holtmann seit 1. Dezember 2024

## Hauptpastoren anSt. Michaelis
1. Georg Hacke 1680–1684

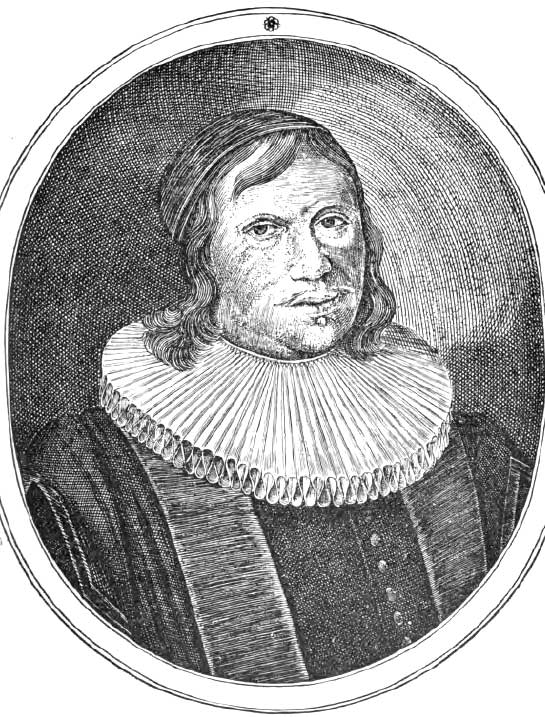
Georg Haccius erster Hauptpastor an der St. Michaeliskirche

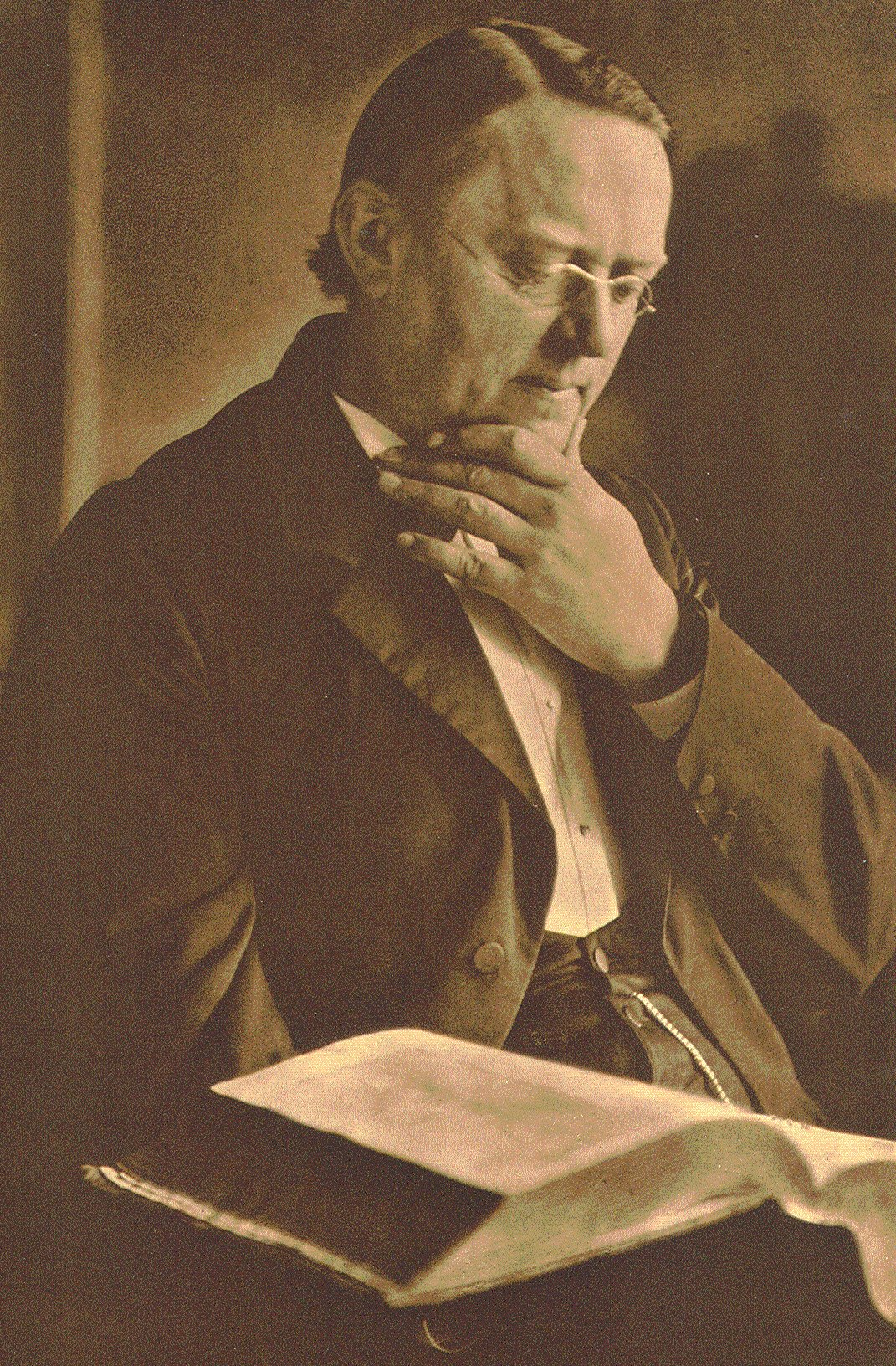
Georg Behrmann 1905

2. Johann Winckler 1684–1705, Senior 1699–1705
3. Peter Theodor Seelmann 1706–1730, Senior 1715–1730
4. Adolph Wilhelm von Gohren 1732–1734
5. Friedrich Wagner 1736–1760, Senior 1743–1760
6. Ernst Ludwig Orlich 1761–1764
7. Georg Ludwig Herrnschmidt 1765–1779
8. Johann Jakob Rambach 1780–1818
9. August Jacob Rambach 1818–1851, Senior 1834–1851
10. Johannes Andreas Rehhoff 1851–1879, Senior 1870–1879
11. Georg Behrmann 1879–1911, Senior 1894–1911
12. August Wilhelm Hunzinger 1912–1920
13. Simon Schöffel 1922–1954, 1933/34 und 1945–1954 Senior und Landesbischof
14. Hans-Heinrich Harms 1960–1967, Senior 1964–1967, 1967–1985 Bischof der Evangelisch-lutherischen Kirche in Oldenburg
15. Hans-Jürgen Quest 1967–1987
16. Helge Adolphsen 1987–2005
17. Alexander Röder seit 2005